# گمینا زبانشنگ
گمینا زبانشنگ (به لهستانی:  Gmina Zbąszyń) یک گمینا در لهستان است که در شهرستان نوو تومشل واقع شده‌است. گمینا زبانشنگ ۱۷۹٫۷۷ کیلومتر مربع مساحت و ۱۳٬۴۶۹ نفر جمعیت دارد.

## خواهرخوانده
شهر Brieskow-Finkenheerd خواهرخواندهٔ گمینا زبانشنگ هست.